# 短視 (動畫)
《短視》（英語：A Short Vision）是由彼得·福德斯和瓊·福德斯於1956年上映的英國動畫短片。這部動畫的音樂由曾為《動物農莊》創作音樂的馬蒂亞斯·塞柏創作。
《短視》該片以核戰爭作為主題。以假想戰爭的形式描繪了災難前的寧靜，以及導致眾生被爆炸吞噬因而滅絕的末日情景。該部作品在1956年5月27日的《艾德·蘇利文秀》首度放映時曾引起巨大的爭議。由於大眾需求，它於6月10日再次放映。

## 起源
《短視》的靈感來自於福爾茲在1954年10月在從澳洲乘船時寫的一首詩。彼得是這部動畫的概念藝術師，而他的妻子瓊則負責動畫展台、燈光和一些動畫。這部電影是在他們住家廚房的臨時動畫台上，以微薄的成本所製作。並由英國電影協會的實驗電影基金所資助。該計劃還資助了早期福爾德所製作的動畫，題為《動畫創世紀》，講述了一個受到暴君威脅的社會。

## 概要
影片以臥室窗戶的鏡頭開場。當旁白（詹姆斯·麥克凱奇尼（James McKechnie）聲演）回憶起他望向窗外的時間時，鏡頭則切移至天空。他看到一個物體在天空中飛來飛去。在整部電影中，這個物體只被稱為「它」。儘管它（其形象與B-2幽灵战略轰炸机或黑色三角形不明飛行物有著驚人的相似之處，儘管可能是受到諾斯羅普YB-35或諾斯羅普YB-49的啟發）離得很遠而且似乎移動得很慢，但它來得很快，並沒有引起人們的注意。當它飛過山時，豹子和鹿抬著頭。當他們看到它時，鹿從豹爪中掙脫出來，害怕地躲起來。當它飛過田野時，貓頭鷹和老鼠抬起頭，老鼠掙脫了貓頭鷹的爪子，他們都嚇得躲了起來。
當它飛過這座城市時，除了他們的領導人和他們的智者之外，所有人都睡著了，他們都抬頭看著它，但為時已晚。它產生蘑菇雲吞沒城市，殺死和摧毀包括沉睡的人、智者、領袖、貓頭鷹、豹子、老鼠和鹿的所有生命。爆炸吞沒了山脈和田野；摧毀了所有的一切。
當所有的災難結束時，除了一團小小的火焰之外，什麼都沒有了。敘述者看到它像飛蛾一樣在火焰周圍飛舞後也消失了。動畫在火焰熄滅的情況下結束。

## 艾德·蘇利文秀
美國娛樂作家兼電視節目主持人埃德·沙利文，在英國看了《短視》後並承諾在美國上映。他說他願意播放該短片的動機是「請求和平」。然而，他可能是因為與《短視》的發行人喬治·K·亞瑟的關係而表現出這一點。最終蘇利文在1956年5月27日的熱門週日晚間節目《艾德·蘇利文秀》中展示了《短視》。沙利文告訴觀眾告訴他們房間裡的孩子不要驚慌，因為它的動畫性質。這部電影很受歡迎，當它在6月10日再次放映時，沙利文則向電視鏡頭前的觀眾父母表示，務必要把孩子帶出房間。

## 外部連結
- YouTube上的《短視》(1956)
- 互联网电影数据库（IMDb）上《短視》的资料（英文）